# 濱田醤油
濱田醤油株式会社（はまだしょうゆ）は、熊本県熊本市に本社を置く調味料メーカー。創業は1818年（文政元年）と古い企業であるが、卵かけご飯専用と銘打った「卵かけごはんにかける醤油」など新製品を意欲的に開発し、全国でも注目を集めつつある企業である。2016年香港のLi & Fungグループの資本を受け入れて傘下となる。

## 沿革
- 元々の濱田醤油は穀物商であった。商品として扱っていた麦や大豆を原料として醤油の製造を始めたことが濱田醤油の興りであるとされる。企業としての設立年は1951年（昭和26年）である。
- 第二次世界大戦終結後の食糧難の折、原料の制約を乗り切る為にアミノ酸を使用した新しい醤油の醸造法を開発。醤油の大量生産を実現し、濱田醤油は一躍県内の有力メーカーとなる。
- 近年では、1999年に「醤油と調味料のポータルサイト」をコンセプトに「醤油コム」をインターネット上に開設。インターネットを利用した販売戦略にも力を注いでいる。